# Pawieł Gołowin
Pawieł Gieorgijewicz Gołowin (ros. Павел Георгиевич Головин, ur. 13 kwietnia?/26 kwietnia 1909 w Naro-Fominsku, zm. 27 kwietnia 1940) – radziecki lotnik polarny, Bohater Związku Radzieckiego (1937).

## Życiorys
W 1930 ukończył technikum sportowe w Moskwie, a w 1933 aeroklub w Tuszynie, od 1934 pracował jako pilot Zarządu Lotnictwa Polarnego Gławsiewmorputi (Głównego Zarządu Północnej Drogi Morskiej). 5 maja 1937 samolotem ANT-7 (R-6) jako pierwszy z radzieckich pilotów wykonał lot na Biegun Północny. Dostarczone przez niego dane umożliwiły pierwsze na świecie udane lądowanie oddziału ciężkich samolotów transportowych na Biegun Północny i założenie tam pierwszej dryfującej stacji polarnej „Siewiernyj Polus-1”. W październiku 1938 został lotnikiem doświadczalnym Moskiewskiej Fabryki Lotniczej nr 22, testując seryjne bombowce, a w latach 1939-1940 uczestniczył w wojnie z Finlandią. Otrzymał stopień pułkownika. Zginął podczas testowania jednego z bombowców. Pochowany w kolumbarium na Cmentarzu Nowodziewiczym w Moskwie. Jego imieniem nazwano ulicę w Naro-Fominsku.

## Odznaczenia
- Złota Gwiazda Bohatera Związku Radzieckiego (27 czerwca 1937)
- Order Lenina
- Order Czerwonego Sztandaru
- Order Czerwonej Gwiazdy